# 爱国者治港
爱国者治港，又被称为爱国者专政，是只允许拥护中国共产党和中华人民共和国政府的人士管治香港。这个政治术语由中共第二代领导核心邓小平在1984年会见香港企业家钟士元时首先提出，认为港人治港的界限是以爱国者为主体的港人治理香港，并提出了判定爱国者的标准：尊重中华民族，真心拥护中华人民共和国恢复行使对香港的主权，不损害香港的繁荣稳定。之后中共中央总书记习近平在2021年1月27日听取香港行政长官林郑月娥述职时再次强调。习近平表示“要确保‘一国两制’实践行稳致远，必须始终坚持‘爱国者治港’”。
香港在2019年中爆发反对逃犯条例修订草案运动，习近平对此强调要“止暴制乱”。2020年6月30日，第十三届全国人大常委会通过《香港特别行政区维护国家安全法》，并以全国性法律形式纳入《香港特别行政区基本法》附件三中，在香港公布实施。
2021年2月22日，港澳办主任夏宝龙传达“爱国者治港”三大标准：
1. 必然真心维护国家主权、安全、发展利益，不从事危害国家主权安全的活动
2. 尊重和维护国家的根本制度及特区宪制秩序，不能损害中国共产党领导的社会主义制度
3. 全力维护香港的繁荣稳定

2021年3月11日，习近平为核心的中共中央以落实“爱国者治港”为理由，由第十三届全国人民代表大会通过《关於完善香港特别行政区选举制度的决定》，大幅削减香港选举的民主程度，确保中共中央属意的“爱国者”（特指建制派）可以占据香港立法会的绝大多数议席。香港政府之后为全国人大的决定做本地立法，同年5月27日由香港第六届立法会通过《完善选举制度条例草案》。